# Bataille de la route Yunnan-Birmanie
Théâtre d'Asie du Sud-Est de la Seconde Guerre mondiale
Seconde guerre sino-japonaise
Batailles
Invasion japonaise de la Birmanie :
- Rivière Bilin
- Pont de la Sittang
- Pégou
- Barrage routier de Taukkyan
- Route Yunnan-Birmanie (Tachiao
- Oktwin
- Taungû)
- Shwedaung
- Prome
- Yenangyaung

Opérations en Birmanie (1942-1943) :
- Arakan
- The Hump
- Chindits
- Nord de la Birmanie et ouest du Yunnan

Opérations en Birmanie en 1944 :
- Chindits (2)
- Admin Box
- U-Go (Imphal
- Sangshak
- Court de tennis
- Kohima)
- Myitkyina
- Mogaung
- Mont Song

Opérations en Birmanie (1944-1945) :
- Meiktila et Mandalay
- Pakokku et Irrawaddy
- Colline 170
- Île de Ramree
- Tanlwe Chaung
- Dracula
- Elephant Point
- Coude de la Sittang

Bataille de la route Yunnan-Birmanie (mi-mars-début juin 1942) est le nom de l'intervention chinoise pour aider leurs alliés britanniques dans la campagne de Birmanie en 1942. 
S'étant déroulée de la mi-mars à début juin 1942, les forces alliées déployées comprenaient la 5e, 6e et 66e armée sous le commandement du corps expéditionnaire chinois en Birmanie, commandé par le lieutenant-général Joseph Stilwell, le lieutenant-général Luo Zhuoying était son officier exécutif.
En février 1942, le général Lo Cho-ying ordonna à la 5e armée de se déplacer de l'ouest du Yunnan vers les environs de Taungû et plus au sud en Birmanie. Des éléments avancés de la 200e division de la 5e armée arrivèrent à Taungû le 8 mars 1942 et prirent le relais des positions défensives des forces britanniques. La 6e armée reçut l'ordre de se déplacer de Kunming à la frontière entre la Birmanie et la Thaïlande. Ses principaux éléments atteignirent Mawchi, Mong Pan et Mong Ton à la mi-mars. La 66e armée arriva plus tard à Lashio et Mandalay comme réserve et pour aider les forces britanniques dans leurs opérations.